# Newdale
Newdale és una població dels Estats Units a l'estat d'Idaho. Segons el cens del 2000 tenia 358 habitants.

## Demografia
Segons el cens del 2000, Newdale tenia 358 habitants, 98 habitatges, i 83 famílies. La densitat de població era de 552,9 habitants/km².
Dels 98 habitatges en un 53,1% hi vivien nens de menys de 18 anys, en un 76,5% hi vivien parelles casades, en un 6,1% dones solteres, i en un 14,3% no eren unitats familiars. En el 12,2% dels habitatges hi vivien persones soles el 7,1% de les quals corresponia a persones de 65 anys o més que vivien soles. El nombre mitjà de persones vivint en cada habitatge era de 3,65 i el nombre mitjà de persones que vivien en cada família era de 4.
Per edats la població es repartia de la següent manera: un 41,6% tenia menys de 18 anys, un 7% entre 18 i 24, un 25,4% entre 25 i 44, un 16,2% de 45 a 60 i un 9,8% 65 anys o més.
L'edat mediana era de 26 anys. Per cada 100 dones de 18 o més anys hi havia 97,2 homes.
La renda mediana per habitatge era de 40.938 $ i la renda mediana per família de 41.500 $. Els homes tenien una renda mediana de 35.455 $ mentre que les dones 17.500 $. La renda per capita de la població era de 12.532 $. Aproximadament l'11,5% de les famílies i el 14,4% de la població estaven per davall del llindar de pobresa.

## Poblacions més properes
El següent diagrama mostra les poblacions més properes.